# Pachnobia ochrops
Pachnobia ochrops är en fjärilsart som beskrevs av Vladimir S. Kononenko 1996. Pachnobia ochrops ingår i släktet Pachnobia och familjen nattflyn. Inga underarter finns listade i Catalogue of Life.